# Landquart (Fluss)
Die Landquart ist ein 38 km (mit Vereinabach 54 km) langer Fluss im Schweizer Kanton Graubünden und ein rechter Nebenfluss des Rheins. Sie entwässert das Prättigau in nordwestlicher Richtung.

## Name
Der Fluss wird 1050 erstmals unter dem Namen ad fluvium langorum und um 1300 als Langwar erwähnt, mit der Schreibung Landquart
seit 1344. Der Ortsname ist 1274 als de Lankwat belegt.
Greule (2014) führt den Flussnamen Langwar auf das Keltische zurück, von einem Adjektiv langwros "flink, schnell".
Daneben sei der Ortsname Lankwat zurückzuführen auf althochdeutsch lang-wat "langgestreckte durchwatbare Stelle". In der spätmittelalterlichen Form Landquart hätten sich diese beiden Benennungsmotive dann vermischt.
Zum althochdeutschen Flurnamen besteht eine Parallele im Hofnamen Landquart in Berg SG (Bezirk Rorschach), belegt 1257 als in Lancwaton.

## Geographie

### Quellbäche
Die Landquart entsteht am Silvrettamassiv auf einer Höhe von 1340 m ü. M. aus dem Zusammenfluss von Vereinabach und Verstanclabach.

#### Vereinabach
Der Vereinabach ist der 10,7 km lange, südliche und linke Quellbach der Landquart. Er hat ein Einzugsgebiet von 53,23 km² und einen mittleren Abfluss von 2,70 m³/s. Er ist länger, hat ein grösseres Einzugsgebiet und einen stärkeren mittleren Abfluss (MQ) als der Verstanclabach und ist somit der hydrologische Hauptstrang des Flusssystems Landquart.
Er entsteht im Zusammenfluss von Jöribach und Süser Bach. Der Jöribach ist der längere Quellbach und kommt von den Jöriseen herab, während das Quellgebiet des Süser Bachs im Bereich des Vereinapasses liegt. Weniger als einen Kilometer unterhalb des Zusammenflusses mündet von rechts der Vernelabach, der aus dem Vernelagletscher entspringt, und der den längsten Quellast des Vereinabaches darstellt.
Der Name Vereina gilt als "vordeutsch", seine Deutung ist aber unsicher.
Der Name wiederholt sich im Safiental (Erstbeleg Farayna 1512), erste Nennung der Alp im Vereinatal, als Allp frayna 1549. Daneben liegt wohl derselbe Name vor in den Bezeichnungen Valvarengias (Vuorz), Valvarena (Laax) und Val Varaina (Vaz) und Alp Ivraina (Zernez). Der Name des Nebentals Vernela ist eine Verkleinerungsform.
Es gab verschiedene Deutungsversuche, romanisch von Ferraria "Eisenbergwerk",
Vorago, Voragine "Abgrund", oder aber von keltisch von einem *Verenos, *Verena mit einer Bedeutung "hoch, darüber" (so  J. U. Hubschmied 1947, dagegen aber Pokorny  1950)
oder allenfalls von einem keltischen Pflanzennamen, hiber "Giftkresse", oder eburo "Eibe", oder aber von einer keltischen Bezeichnung der Erle.
Volksetymologisch wurde der Name dann auch mit "Verena" verbunden.

#### Verstanclabach
Der Verstanclabach ist der 10,2 km lange, östliche und rechte Quellbach der Landquart. Er hat ein Einzugsgebiet von 41,32 km² und einen mittleren Abfluss von 2,66 m³/s.
Er entspringt westlich des Silvrettagletschers und nördlich der Verstanclagruppe auf einer Höhe von 2434,3 m ü. M.

### Weiterer Verlauf
Die vereinigte Landquart fliesst zunächst westwärts durch Grünland, zieht dabei an Monbiel vorbei und erreicht dann nach etwa 5,5 km die in einem breiten Talkessel liegende und zur politischen Gemeinde Klosters gehörende Fraktion Selfranga, wo ihr auf ihrer linken Seite der aus dem Süden kommende Stützbach zufliesst.
Sie durchfliesst die Ortschaft Klosters in nordwestlicher Richtung und nimmt dann westlich von Klosters Dorf von rechts den von Nordosten heraneilenden Schlappinbach auf.
Sie passiert nun zunächst die Fraktion Mezzaselva auf der rechten Seite und das Dorf Serneus auf der linken, fliesst dann nun mehr und mehr nach Westen abdrehend an der Fraktion Saas im Prättigau vorbei und erreicht etwas später die Gemeinde Küblis, wo sie von rechts durch den Schanielabach gespeist wird. Bei der Fideriser Fraktion Strahlegg läuft ihr von der linken Seite der Arieschbach zu. Sie zieht nun nord-nordwestwärts an der politischen Gemeinde Jenaz vorbei und wird dann bei deren Ortsteil Pragg linksseitig vom Furnerbach gestärkt. Die Landquart nimmt danach bei Schiers auf der rechten Seite den Schraubach und bei Grüsch auf der gleichen Seite den Taschinasbach auf. Kurz danach fliesst ihr auf der anderen Seite der Schranggabach zu.
Die Landquart mündet schliesslich beim nach ihr benannten Ort Landquart GR im Churer Rheintal auf einer Höhe von 513 m ü. M. von rechts in den dort aus den Süden heranziehenden Alpenrhein. Ihr etwa 38 km langer Lauf endet ungefähr 827 Höhenmeter unterhalb ihres Ursprungs, sie hat somit ein mittleres Sohlgefälle von etwa 22 ‰.

Die Landquart von ihrem Ursprung bis zur Mündung
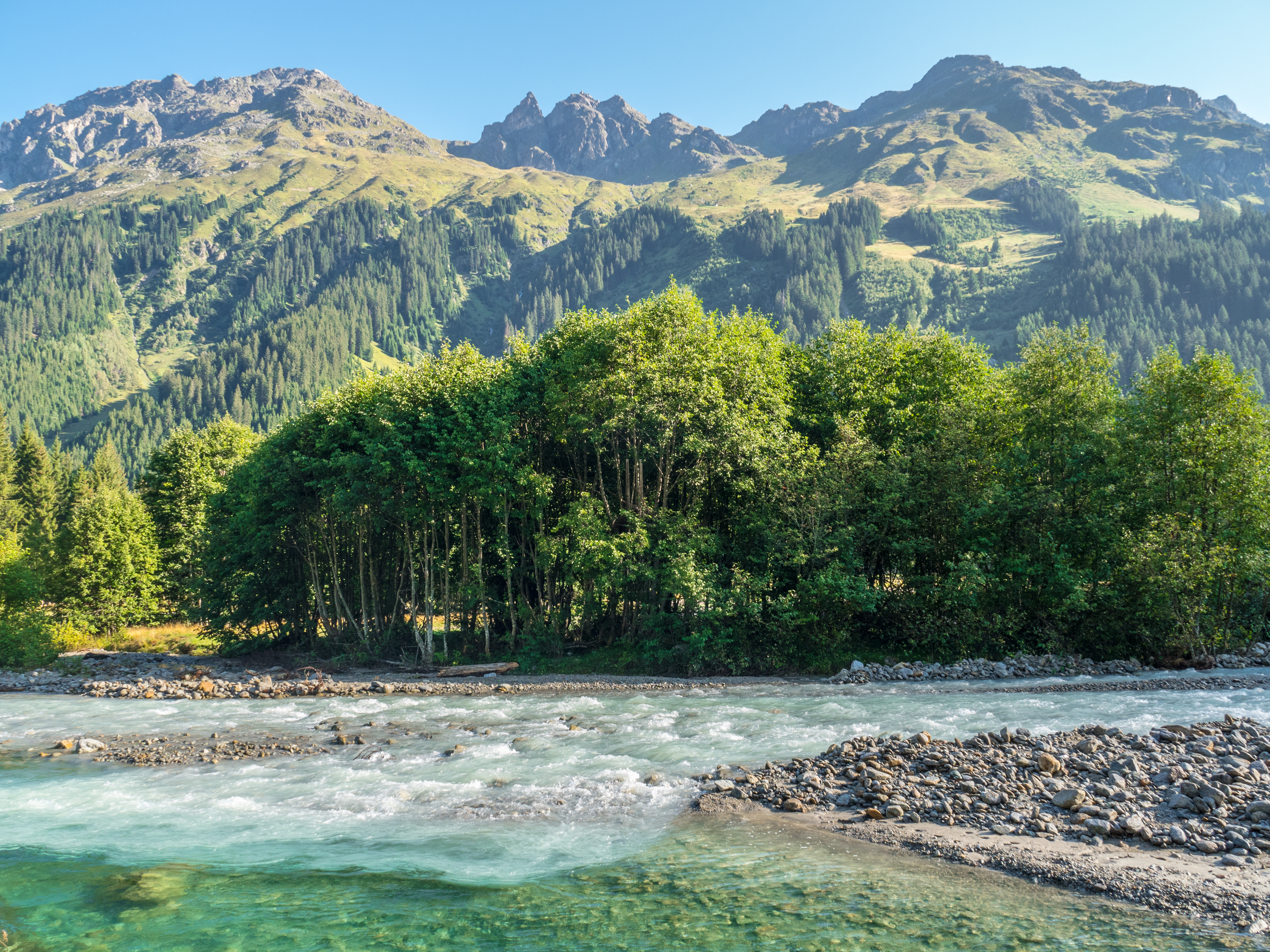
Landquart Ursprung: Zusammenfluss von Vereinabach (unten) und Verstanclabach (rechts)
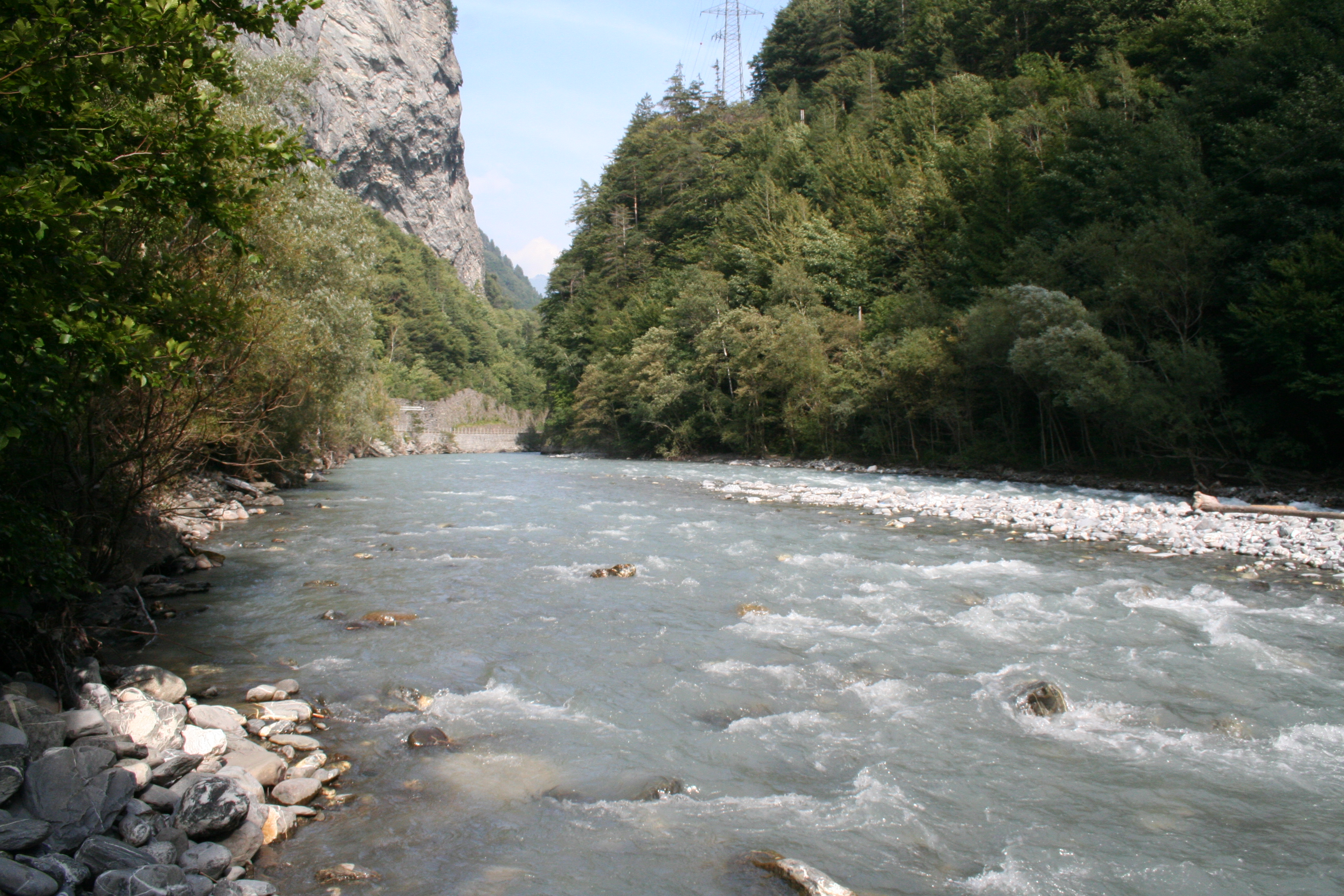
Die Landquart in der Klus
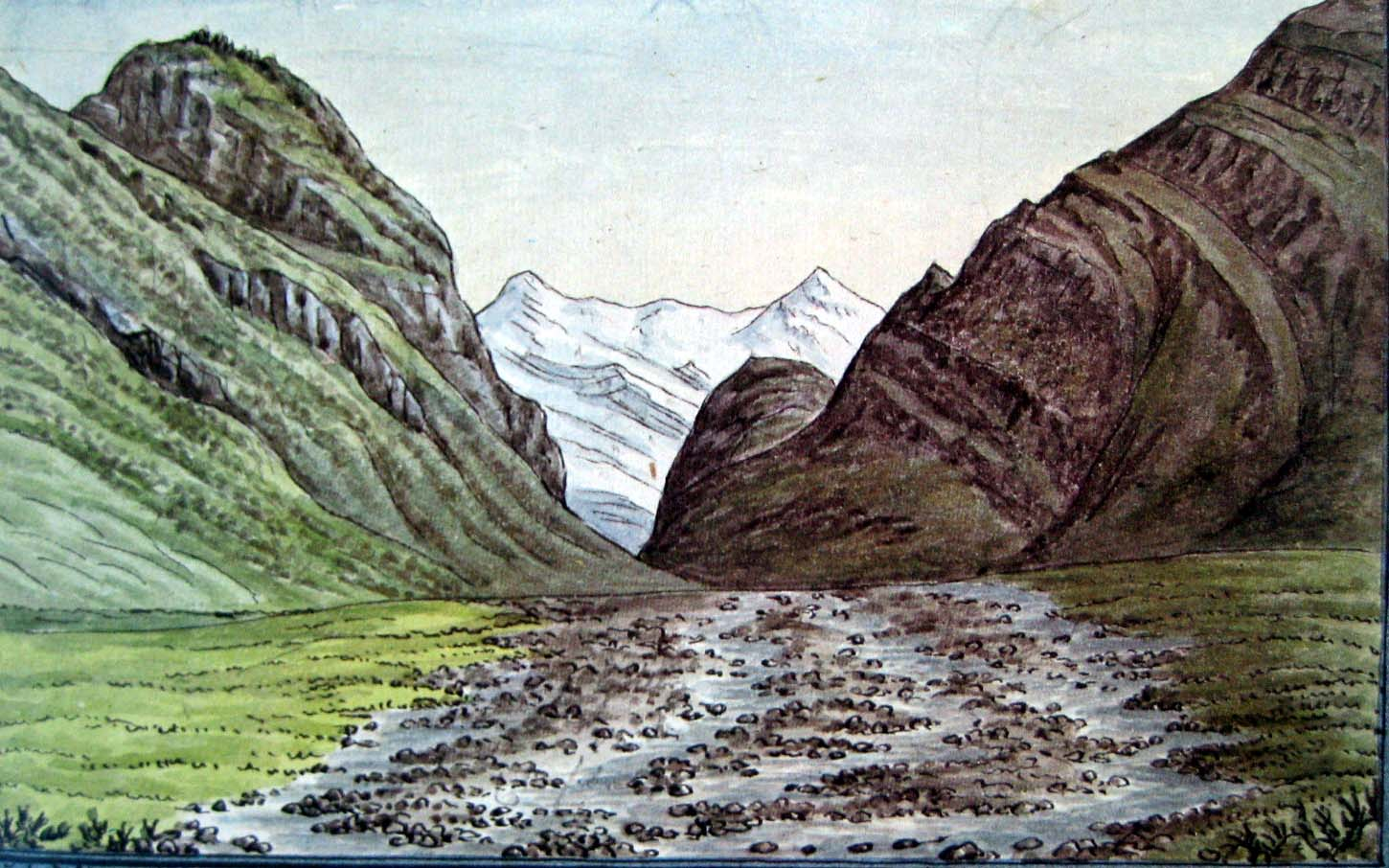
Bei Landquart am 13. Februar 1818, Blick nach Osten. Aquarell von Hans Conrad Escher von der Linth
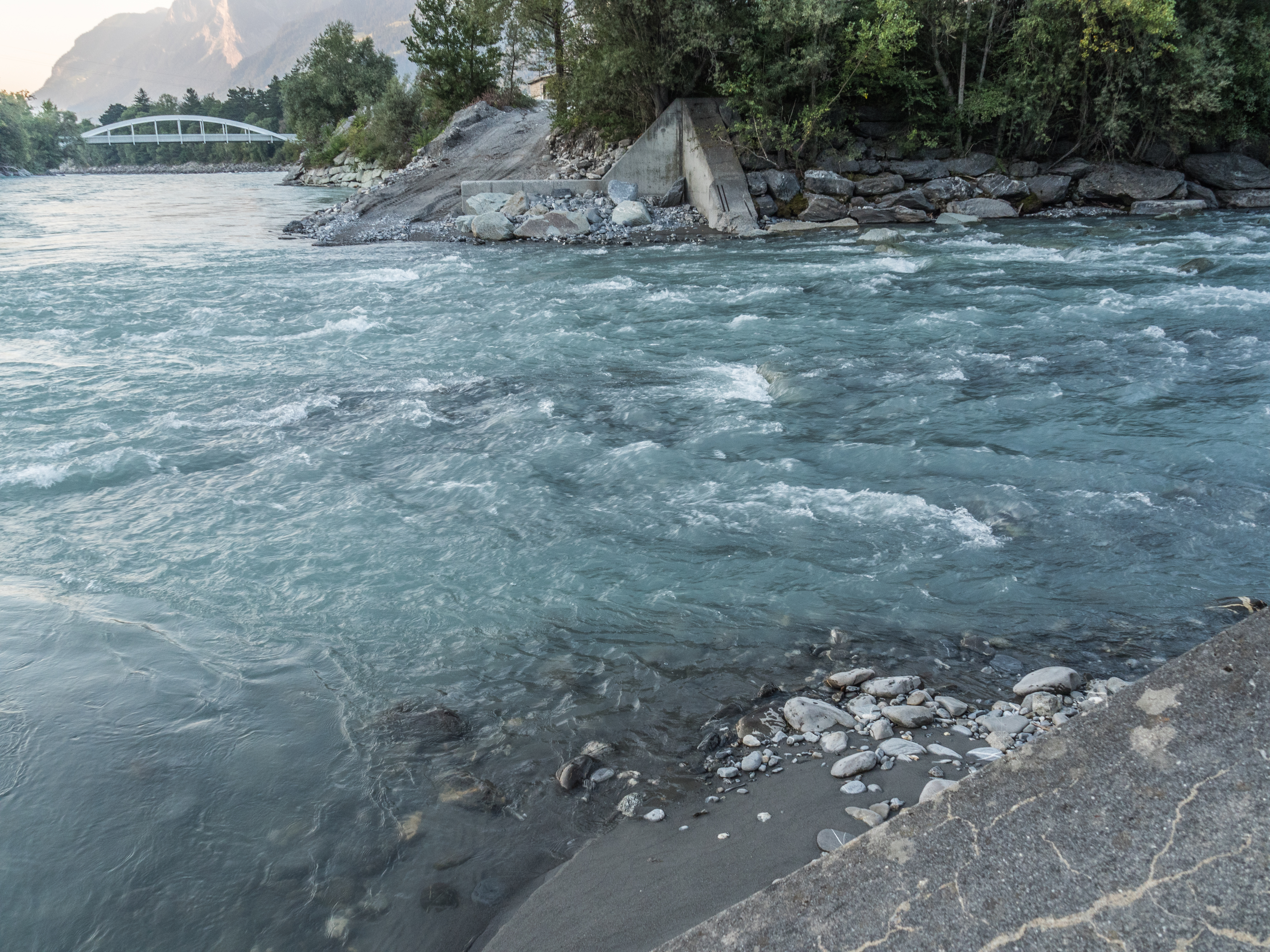
Landquart Mündung: Landquart (rechts) fliesst in den Alpenrhein

### Einzugsgebiet
Das 618 km² grosse Einzugsgebiet der Landquart liegt in den Rätischen Alpen und wird durch sie über den Rhein zur Nordsee entwässert.
Es grenzt
- im Norden und Osten an das Einzugsgebiet der Ill, die in den Rhein mündet;
- im Südosten an das des Ens (Inn), der in die Donau mündet;
- im Süden an das der Susasca, die in den En mündet;
- im Südwesten an das des Landwassers, das über die Albula in den Hinterrhein entwässert und
- im Westen an das der Plessur, die in den Rhein mündet.

Das Einzugsgebiet besteht zu 29,7 % aus bestockter Fläche, zu 37,5 % aus Landwirtschaftsfläche, zu 2,0 % aus Siedlungsfläche und zu 30,7 % aus unproduktiven Flächen.
Die Flächenverteilung
Die mittlere Höhe des Einzugsgebietes beträgt 1794 m ü. M., die minimale Höhe liegt bei 515 m ü. M. und die maximale Höhe bei 3233 m ü. M.

### Zuflüsse
Die wichtigsten Zuflüsse sind der Schanielabach, der Schraubach und der Taschinasbach.
Quellbäche und Zuflüsse der Landquart ab 10 km Länge, talwärts
| Name                | GKZ      | Lage   | Länge in km | EZG in km² | MQ in m³/s | Mündung Koordinaten              | Mündungshöhe in m | Bemerkungen                                 |
| ------------------- | -------- | ------ | ----------- | ---------- | ---------- | -------------------------------- | ----------------- | ------------------------------------------- |
| Vereinabach         | CH000340 | links0 | 010,7000    | 0053,230   | 0002,700   | bei Garfiun, Klosters            | 1339,800000       | Hauptquellarm                               |
| Verstanclabach      | CH002655 | rechts | 010,2000    | 0041,320   | 0002,660   | bei Garfiun, Klosters            | 1339,800000       | Nebenquellarm                               |
| Garfiunbach         | CH005604 | rechts | 002,1000    | 0002,810   |            | bei Garfiun, Klosters            | 1335,500000       | Gewässername von Flurbezeichnung abgeleitet |
| Fraschmardennbach   | CH528428 | rechts | 002,0000    | 0002,190   |            | bei Baretschrüti, Klosters       | 1324,200000       | Gewässername von Flurbezeichnung abgeleitet |
| Fraschmardinbach    | CH002654 | rechts | 001,6000    | 0001,060   |            | bei Auelti, Klosters             | 1293,300000       | Gewässername von Flurbezeichnung abgeleitet |
| Inner Chinn         | CH002653 | links0 | 002,2000    | 0002,990   |            | bei Monbiel, Klosters            | 1250,700000       | Gewässername von Flurbezeichnung abgeleitet |
| Werribach           | CH528779 | links0 | 001,8000    | 0001,200   |            | bei Rütland, Klosters            | 1225,600000       |                                             |
| Stützbach           | CH000336 | links0 | 009,6000    | 0026,780   | 0000,880   | bei Klosters Platz               | 1178,200000       |                                             |
| Talbach             | CH525352 | rechts | 002,0000    | 0002,350   |            | bei Rivabord, Klosters Platz     | 1139,300000       |                                             |
| Schlappinbach       | CH000328 | rechts | 013,2000    | 0043,230   | 0001,680   | bei Klosters Dorf                | 1018,500000       |                                             |
| Drostobel           | CH002647 | links0 | 003,5000    | 0002,280   |            | bei Sunnibergbrücke, Klosters    | 1000,100000       | Gewässername von Flurbezeichnung abgeleitet |
| Saasalpbach         | CH002646 | rechts | 005,3000    | 0005,740   |            | bei Serneus                      | 958,100000        | Alternativnamen: Alpbach und Gross Alpbach  |
| Parzelvabach        | CH002645 | links0 | 004,0000    | 0004,390   | 0000,140   | bei Serneus                      | 941,200000        | Alternativname: Usser Cunscharuolbach       |
| Fluebach            | CH527980 | rechts | 001,8000    | 0001,340   |            | bei Pagrüeg, Serneus             | 933,300000        |                                             |
| Cunterluzitobelbach | CH520363 | links0 | 007,2000    | 0005,160   | 0000,190   | bei Joschena, Saas im Prättigau  | 919,400000        | Oberlaufname: Schiferbach                   |
| Trochenbach         | CH524749 | rechts | 001,4000    | 0002,480   |            | bei Geissegga, Saas im Prättigau | 911,000000        |                                             |
| Casolf              | CH002644 | links0 | 006,1000    | 0004,880   | 0000,170   | bei Saas im Prättigau            | 893,700000        |                                             |
| Sagenbach           | CH002643 | rechts | 003,5000    | 0003,000   |            | bei Saas im Prättigau            | 873,800000        | Alternativname: Sagabach                    |
| Schwarzbach         | CH002642 | links0 | 005,1000    | 0005,750   | 0000,190   | bei Conters im Prättigau         | 864,900000        |                                             |
| Schanielabach       | CH000327 | rechts | 016,1000    | 0063,450   | 0002,410   | bei Küblis                       | 798,800000        | Alternativname: Schanielenbach              |
| Arieschbach         | CH002633 | links0 | 008,5000    | 0021,660   | 0000,830   | bei Strahlegg, Fideris           | 778,100000        |                                             |
| Furnerbach          | CH000355 | links0 | 011,8000    | 0040,690   | 0001,370   | bei Pragg-Jenaz                  | 703,200000        | Alternativname: Furner Bach                 |
| Buchnerbach         | CH002627 | rechts | 005,4000    | 0006,620   | 0000,180   | bei Lunden                       | 684,600000        | Alternativname: Buochner Tobel              |
| Seebach             | CH521441 | rechts | 004,5000    | 0002,770   |            | bei Vorderlunden, Lunden         | 677,800000        |                                             |
| Schraubach          | CH000329 | rechts | 013,5000    | 0064,910   | 0002,430   | bei Schiers                      | 643,300000        | Alternativname: Schraubbach oder Schrabach  |
| Tersierbach         | CH002613 | rechts | 003,7000    | 0006,380   | 0000,180   | bei Tersier, Schiers             | 619,600000        |                                             |
| Pendlabach          | CH002614 | links0 | 003,9000    | 0004,190   | 0000,130   | bei Grüsch                       | 593,900000        | Alternativname: Pendlatobel                 |
| Taschinasbach       | CH000348 | rechts | 013,9000    | 0065,390   | 0002,680   | bei Grüsch                       | 584,900000        | Alternativname: Schmittnerbach              |
| Schranggabach       | CH002600 | links0 | 012,0000    | 0033,990   | 0001,040   | bei Seewis-Pardisla              | 582,800000        |                                             |
| Landquart           |          |        | 038,0000    | 0615,260   | 0024,3000  | bei Landquart                    | 51300000          | Mündet in den Alpenrhein                    |

Anmerkungen zur Tabelle
1. ↑  Von der Quelle zur Mündung. Daten von Swisstopo (map.geo.admin.ch)
2. ↑  Die Daten der Landquart zum Vergleich

### Prättigau
Das Prättigau ist das etwa 40 km lange Tal der Landquart. Der höchste Punkt des Prättigaus ist das Verstanclahorn (3297 m ü. M.).

## Hydrologie

### Abflussdaten
Beim Pegel Felsenbach beträgt die mittlere Abflussmenge (MQ) der Landquart 24,3 m³/s.

### Hochwasser
Das mittlere Jahreshochwasser der Landquart beträgt 189 m³/s. Die höchste jemals gemessene Jahresspitze wurde 2005 registriert und betrug 391 m³/s.
Tabelle der Hochwasser-Wahrscheinlichkeiten für die Landquart
 an der letzten Messstelle
 vor dem Zusammenfluss mit dem Alpenrhein
| Jährlichkeit (Jahre) | 2   | 10  | 30  | 100 | 300 |
| --- | --- | --- | --- | --- | --- |
| Abfluss (m³/s) | 174 | 280 | 353 | 440 | 527 |
| Anmerkung zu HQn: die Zahl entspricht dem Hochwasserdurchfluss (HQ = Hochwasserquantität) in m³/s, der sich – im Mittel – mit der angegebenen Jährlichkeit (n = Anzahl der Jahre) wiederholt. |     |     |     |     |     |

## Geschichte
Bis 1870 wurde auf der Landquart Holz geflösst, und zwischen 1889 und 1903 entstanden in Klosters, Malans, Landquart und Grüsch Elektrizitätswerke. Der spätere Bau der Wasserkraftwerke Küblis, Klosters und Schlappin im Auftrag der Bündner Kraftwerke AG (heute Repower AG) von 1920 bis 1927 war von grosser volkswirtschaftlicher Bedeutung für das Prättigau.

## Brücken

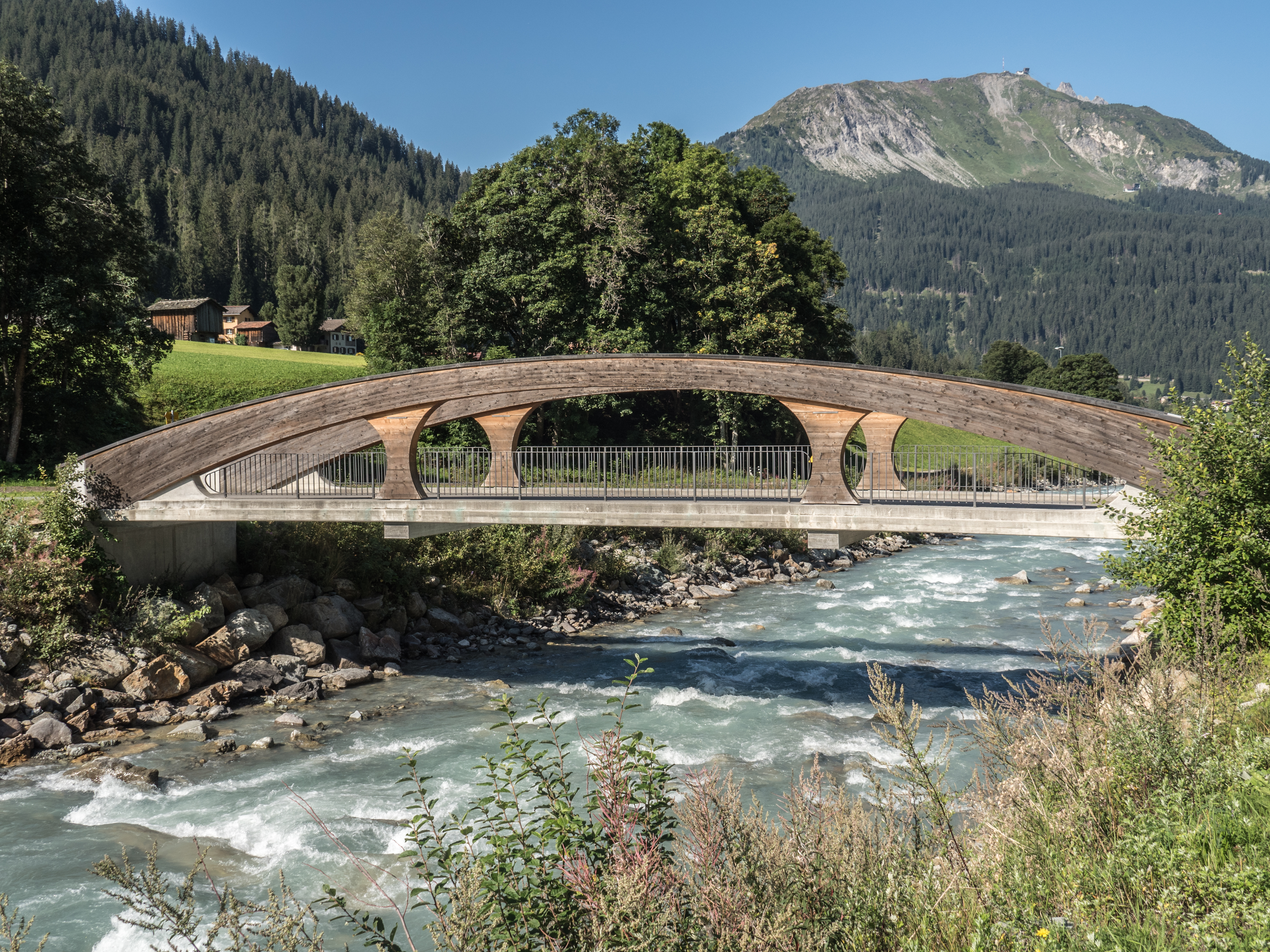
Bündelti Brücke über die Landquart bei Klosters

Auf ihrem Weg wird die Landquart von rund 50 Brücken überspannt, die bedeutendsten sind die Landquartbrücke Klosters (Trog- und Hubbrücke), die RhB-Landquartbrücke IV (Spannbetonfachwerkbrücke), die Sunnibergbrücke (Extradosed-Brücke), die Landquartbrücke Dalvazza (einzige Vierendeel-Brücke der Schweiz) und die Landquartbrücke Au (Stabbogenbrücke). Beim Hochwasser im August 2005 wurden etliche Brücken weggeschwemmt oder beschädigt und mussten ersetzt werden.